# Гусев, Александр Фёдорович (богослов)
Алекса́ндр Фёдорович Гу́сев (23.08.1845, Тверская губерния — 8.07.1904, Казань) — русский богослов, духовный писатель, действительный статский советник.

## Биография
Родился в семье причетника. Окончил Тверскую духовную семинарию, в 1871 году окончил Санкт-Петербургскую духовную академию (XXIX курс) со степенью кандидат богословия, с правом на получение степени магистра без нового устного испытания, если представит и защитит магистерскую диссертацию. После окончания учёбы был назначен преподавателем основного, догматического и нравственного богословия в Казанскую духовную семинарию, где не раз был избираем членом педагогического собрания; временно преподавал педагогику и русский язык в Женском училище духовного ведомства и русский язык в Юнкерском пехотном училище. В 1874 году получил степень магистра богословия, тема диссертации — «Нравственный идеал буддизма в отношении к христианству» (Санкт-Петербург, 1874). 9 февраля 1887 года назначен доцентом в Казанскую духовную академию по кафедре введения в круг богословских наук; 8 марта 1889 года возведен и утвержден в звании экстраординарного профессора. В 1895 году получил степень доктора богословия за сочинение: «Основные религиозные начала графа Л. Толстого. Апологетическое сочинение» (Казань, 1893; ввиду вновь появившихся сочинений гр. Л. Толстого, сочинение это совершенно переработано, дополнено и вторично издано в 1902 г. под загл.: «О сущности религиозно-нравственного учения Л. Н. Толстого», Казань). С 19 марта 1896 года ординарный профессор апологетики христианства в Казанской духовной академии. Предметом богословских исследований Гусева была полемика с нехристианскими тенденциями современной науки, в особенности естествознания. Гусев считал, что только теистическая философия имеет за себя надлежащие научные основания, что только она отвечает высшим потребностям и стремлениям человеческого духа. Вёл полемику со старокатоликами и со старообрядцами. В июле 1902 года подал прошение и был уволен со службы по слабости здоровья. Похоронен на Арском кладбище.
Гусев напечатал много статей религиозно-философского содержания, большая часть которых помещена в «Православном обозрении»: «Вопрос о воспитании в учениях современных естествоведов» (1874, 10—12); «Дж. Ст. Милль как моралист» (1875, № 1, 3, 8 и 9; 1876, 6; 1877, 6—7; 1878, 8); «О. Конт» (1875, 12); «Натуралист Уоллес, его рус. переводчики и критики» (М., 1879); «Христианство в его отношении к философии и науке» (1885, 1, 3 и 4); «Необходимость внешнего благочестия» (против Л. Н. Толстого, «Православный собеседник», 1890, 2 и отд. Казань); «Л. Н. Толстой, его исповедь и мнимо-новая вера» («Православное обозрение» 1886, 1—6, 9—10; 1889, 10—12; 1890, 1 и 4) и другие. Публиковал свои статьи в журналах «Гражданин», «Вера и Церковь», «Православный собеседник», «Вера и Разум», «Православное обозрение».

## Сочинения
- Религиозность — основа и опора нравственности. — М.: Университетская типография, 1889. — 66 с.
- Необходимость внешнего богопочтения : Против гр. Л. Н. Толстого. — Казань : тип. Имп. ун-та, 1890. — 39 с.
  - То же — 2-е изд., доп. — Казань : тип. Имп. ун-та, 1891. — 40 с.
- Потребность и возможность научного оправдания христианства : [Вступ. лекция, прочит. в Казан. духов. акад. по предмету «Введение в круг богословских наук»]. — Казань : тип. Имп. ун-та, 1887. — 40 с.
- Старокатолический ответ на наши тезисы по вопросу о filioque и пресуществлении : Полемико-апологет. этюд проф. А. Гусева. — Казань : типо-лит. Имп. ун-та, 1903. — 196 с.
- Вынужденный отклик на брошюру А. Смирнова: «Отчет г. Гусеву» : По вопросу об отношении нравоучения Нагор. проповеди к закону Моисееву и к учению книжников и фарисеев. — Казань : Типо-лит. Имп. Ун-та, 1895. — 124 с.
- О браке и безбрачии : Против «Крейцеровой сонаты» и «Послесловия» к ней графа Л. Толстого. — Казань, 1891. — 104 с.;
  - То же. — 2-е изд., значит. доп. — Казань, 1891. — 160 с.
  - То же. — 3-е изд., испр. и снова доп. — Казань : кн. маг. А. А. Дубровина, 1901. — 148 с.
- Иезуитские апологии филиоквистического учения. — М.: тип. Г. Лисснера и А. Гешеля, 1900. — 55 с.
- Последнее наше слово о старокатоличестве и его русских апологетах. — Казань : типо-лит. Имп. ун-та, 1904. — 101 с.
- Разбор возражений Спенсера и его единомышленников против учения о боге, как личном существе. — Казань, 1896. — 58 с.
- Фальшивящее упрямство в отстаивании Filioque и в отвержении пресуществления. — Харьков : тип. Губ. правл., 1900. — 188 с. ;
- Студенческие волнения в России и славянский вопрос. — СПб.: тип. А. П. Лопухина, 1901. — 23 с.
- О клятве и присяге : Против соврем. отрицателей ее : Прочит. в Казани в зале Гос. думы 7 апр. 1891 г. — Казань : тип. Имп. ун-та, 1891. — 60 с.;
- Отношение евангельского нравоучения к закону Моисееву и к учению книжников и фарисеев по нагорной проповеди Иисуса Христа : Апологетич. этюд. — Харьков : тип. Губ. правл., 1895. — 184 с.;
- Ответ старокатолическому профессору Мишо по вопросу о Filioque и пресуществлении. — Харьков : тип. Губ. правл., 1899. 171 с.
- О сущности религиозно-нравственного учения Л. Н. Толстого. — 2-е вновь перераб. и значит. доп. изд. — Казань : кн. маг. А. А. Дубровина, 1902. — 620 с.
- Любовь к людям в учении графа Л. Толстого и его руководителей. — Казань : тип. Имп. Ун-та, 1892. — 108 с.
- Брак и безбрачие: о «Крейцеровой сонате» графа Л. Н. Толстого ; Необходимость внешнего богопочтения и мнение о нем Л. Н. Толстого / А. Ф. Гусев. — [Репр. изд.]. — М. : URSS : Либроком, 2011. — 148, 42 с. ISBN 978-5-397-02534-8
- Основные правила в нравоучении графа Л. Толстого. — М.: тип. А. И. Снегирёвой, 1893. — 212 с.
- Основные «религиозные» начала графа Л. Н. Толстого. — Казань: типо-лит. Имп. Ун-та, 1893. — 428 с.
  - То же. — Изд. 2-е, [репр.]. — М.: URSS : Либроком, 2011. — 428 с. ISBN 978-5-397-02520-1
- Христианство в его отношении к философии и науке. — М.: Университетская типография, 1885. — 100 с.
- Нравственный идеал буддизма в его отношении к христианству. — СПб: тип. Поповицкого, 1874. — 287 с.
- Папизм в науке : (Ответ проф. Вагнеру). — М. : Университетская типография (Катков), 1879. — 16 с.
- Светлый праздник гражданского обновления России. (19 февр. 1880 г.). — М.: Университетская типография, 1880. — 69 с.
- Совершенное и ожидаемое : (По поводу отставки гр. Д. А. Толстого). — СПб. : тип. П. Цитовича, 1880. — 216 с.
- Зависимость морали от религиозной или философской метафизики : По поводу Исповеди графа Л. Н. Толстого. — М.: Университетская типография (М. Катков), 1886. — 95 с.
- Нравственность как условие истинной цивилизации и специальный предмет науки: Разбор теории Бокля. — М.: Университетская типография, 1874. — 157 с.
- Натуралист Уоллэс, его русские переводчики и критики : (К вопросу о происхождении человека) : По поводу пер. кн. Уоллэса: Естественный подбор. — М.: Университетская типография, 1879. — 220 с.
- Граф Л. Н. Толстой, его «Исповедь» и мнимо-новая вера. Ч. 1. — М.: Университетская типография, 1890. — 460 с.